# Lutjanus aratus
Espèce
Statut de conservation UICN

 LC  : Préoccupation mineure
Lutjanus aratus est une espèce de poissons de la famille des Lutjanidae.